# Cabeçalinho
Cabeçalinho es una localidad caboverdiana del municipio de Tarrafal de São Nicolau.

## Geografía
La localidad está situada en la isla de São Nicolau.

## Organización territorial
La localidad abarca los lugares y barrios de:
- Assomada Caleijão (Assomada de Estancha)
- Caldeira
- Chã
- Coxo de Cabeçalinho
- Lombo Colol
- Lombo Ferreira
- Lombo Loteiro
- Mato Forte
- Missemirinha
- Ribeira de Fonte
- Titeia